# Йошкар-Памаш
 Йошкар-Памаш  — деревня в Новоторъяльском районе Республики Марий Эл. Входит в состав Чуксолинского сельского поселения.

## География
Находится в северо-восточной части республики Марий Эл на расстоянии приблизительно 5 км по прямой на север от районного центра посёлка Новый Торъял.

## История
Деревня основана в 1805 году новокрещёнными черемисами. В 1811 году в 3 дворах проживали 9 человек. В 1836 году насчитывалось 5 дворов, 97 жителей. В 1884 году деревня входила в состав Уржумского уезда Вятской губернии, было 13 дворов, 118 жителей. Жители селения занимались торговлей. В 1940 году в деревне насчитывалось 22 хозяйства, 132 человека. В 1980 году числилось 16 хозяйств, 53 жителя. В советское время работали колхозы «Памаш ушем» и имени Кирова.

## Население
Население составляло 22 человека (мари 95 %) в 2002 году, 17 в 2010.